# Dekanat Świętochłowice
Dekanat Świętochłowice – jeden z 37 dekanatów katolickich w archidiecezji katowickiej. W jego skład wchodzą następujące parafie:
- Parafia Matki Bożej Różańcowej w Chropaczowie (Świętochłowice)
- Parafia św. Augustyna w Lipinach Śląskich (Świętochłowice)
- Parafia św. Jana Nepomucena w Łagiewnikach (Bytom)
- Parafia Najświętszego Serca Pana Jezusa w Piaśnikach (Świętochłowice)
- Parafia św. Apostołów Piotra i Pawła w Świętochłowicach
- Parafia św. Józefa na Zgodzie (Świętochłowice)